# Don't Get Weird on Me Babe
Don't Get Weird on Me Babe is het tweede soloalbum van Lloyd Cole, en werd in 1991 uitgebracht. Het album bestaat uit twee afzonderlijke delen. Het eerste deel is opgenomen samen met een volledig orkest gearrangeerd door Paul Buckmaster. Het tweede deel bestaat uit rock/pop-nummers mede met co-producer Fred Maher op drums, Matthew Sweet op de bas en Robert Quine op gitaar.
Het nummer Weird On Me verscheen als B-side op de uitgave van de single She's a Girl and I'm a Man. De nummers Weeping Wine en Butterfly werden ook uitgebracht als single.

## Tracks
Eerste deel:
1. Butterfly (3:02)
2. There for Her (4:06)
3. Margo's Waltz (4:03)
4. Half of Everything (7:03)
5. Man Enough (4:03)
6. What He Doesn't Know (4:04)

Tweede deel:
1. Tell Your Sister (3:31)
2. Weeping Wine (2:38)
3. To the Lions (2:41)
4. Pay for It (6:20)
5. One You Never Had (2:30)
6. She's a Girl and I'm a Man (4:17)